# Copa de la Liga Profesional 2022
La Copa de la Liga Profesional de Fútbol de AFA 2022, conocida como Copa de la Liga Profesional 2022, Copa de la Liga 2022, «Copa Binance» (por motivos de patrocinio) o simplemente Copa 2022, fue la tercera edición de esta competición organizada por la Liga Profesional de Fútbol, órgano interno de la Asociación del Fútbol Argentino. Comenzó el 10 de febrero y finalizó el 22 de mayo.
La disputaron los veintiocho equipos habilitados para el Campeonato de Primera División 2022. El campeón fue el Club Atlético Boca Juniors, que logró su segundo título en este torneo y obtuvo la clasificación a la Copa Libertadores 2023 y al Trofeo de Campeones 2022. Por su parte, el Club Atlético Tigre, como subcampeón del torneo, jugó un partido eliminatorio en el marco del Trofeo de Campeones 2022 con Racing Club, subcampeón de la Liga Profesional 2022.
En esta edición se utilizó por primera vez el VAR en una competencia oficial del fútbol argentino, empezando a aplicarse a partir de la octava fecha de la Fase de zonas.

## Equipos participantes
| Equipo             | Ciudad                | Estadio                                                        | Capacidad     |
| ------------------ | --------------------- | -------------------------------------------------------------- | ------------- |
| Aldosivi           | Mar del Plata         | José María Minella                                             | 35 180        |
| Argentinos Juniors | Buenos Aires          | Diego Armando Maradona                                         | 26 000        |
| Arsenal            | Sarandí               | Julio Humberto Grondona                                        | 16 300        |
| Atlético Tucumán   | San Miguel de Tucumán | Monumental José Fierro                                         | 35 200        |
| Banfield           | Banfield              | Florencio Sola                                                 | 34 900        |
| Barracas Central   | Buenos Aires          | Tomás Adolfo Ducó Ciudad de Lanús-Néstor Díaz Pérez            | 48 314 47 027 |
| Boca Juniors       | Buenos Aires          | Alberto J. Armando José Amalfitani                             | 54 000 49 540 |
| Central Córdoba    | Santiago del Estero   | Alfredo Terrera Único Madre de Ciudades                        | 21 500 30 000 |
| Colón              | Santa Fe              | Brigadier General Estanislao López Presbítero Bartolomé Grella | 40 000 22 000 |
| Defensa y Justicia | Gobernador Costa      | Norberto Tomaghello                                            | 20 000        |
| Estudiantes        | La Plata              | Jorge Luis Hirschi                                             | 32 530        |
| Gimnasia y Esgrima | La Plata              | Juan Carmelo Zerillo                                           | 21 500        |
| Godoy Cruz         | Godoy Cruz            | Malvinas Argentinas                                            | 42 500        |
| Huracán            | Buenos Aires          | Tomás Adolfo Ducó                                              | 48 314        |
| Independiente      | Avellaneda            | Libertadores de América-Ricardo Enrique Bochini                | 49 592        |
| Lanús              | Lanús Este            | Ciudad de Lanús-Néstor Díaz Pérez                              | 47 027        |
| Newell's Old Boys  | Rosario               | Marcelo Bielsa                                                 | 42 000        |
| Patronato          | Paraná                | Presbítero Bartolomé Grella                                    | 22 000        |
| Platense           | Florida               | Ciudad de Vicente López                                        | 34 530        |
| Racing Club        | Avellaneda            | Presidente Perón                                               | 51 000        |
| River Plate        | Buenos Aires          | Antonio Vespucio Liberti                                       | 72 054        |
| Rosario Central    | Rosario               | Gigante de Arroyito                                            | 41 465        |
| San Lorenzo        | Buenos Aires          | Pedro Bidegain                                                 | 47 964        |
| Sarmiento          | Junín                 | Eva Perón                                                      | 23 000        |
| Talleres           | Córdoba               | Mario Alberto Kempes                                           | 57 000        |
| Tigre              | Victoria              | José Dellagiovanna                                             | 26 282        |
| Unión              | Santa Fe              | 15 de Abril                                                    | 26 000        |
| Vélez Sarsfield    | Buenos Aires          | José Amalfitani                                                | 49 540        |

### Distribución geográfica de los equipos
| Jurisdicción                             | Cant. | Equipos                                                                                                 |
| ---------------------------------------- | ----- | --- |
| Conurbano bonaerense                     | 8     | Arsenal, Banfield, Defensa y Justicia, Independiente, Lanús, Platense, Racing Club y Tigre              |
| Ciudad de Buenos Aires                   | 7     | Argentinos Juniors, Barracas Central, Boca Juniors, Huracán, River Plate, San Lorenzo y Vélez Sarsfield |
| Provincia de Santa Fe                    | 4     | Colón, Newell's Old Boys, Rosario Central y Unión                                                       |
| Ciudad de La Plata                       | 2     | Estudiantes y Gimnasia y Esgrima                                                                        |
| Interior de la provincia de Buenos Aires | 2     | Aldosivi y Sarmiento                                                                                    |
| Provincia de Córdoba                     | 1     | Talleres                                                                                                |
| Provincia de Entre Ríos                  | 1     | Patronato                                                                                               |
| Provincia de Mendoza                     | 1     | Godoy Cruz                                                                                              |
| Provincia de Santiago del Estero         | 1     | Central Córdoba                                                                                         |
| Provincia de Tucumán                     | 1     | Atlético Tucumán                                                                                        |

## Formato

### Primera fase
Llamada Fase de zonas. Los equipos se dividieron en dos grupos de catorce integrantes cada uno, donde juegan una ronda por el sistema de todos contra todos, más una fecha especial de clásicos/interzonales. Los cuatro primeros de cada una clasificaron a la Fase final para determinar al campeón.

### Fase final
Se desarrolló en tres rondas de eliminación directa, a partido único. En los cuartos de final, se jugó en el estadio del equipo mejor clasificado, mientras que las semifinales y la final se disputaron en cancha neutral. En las dos primeras instancias, de haber habido empate se definió con tiros desde el punto penal, mientras que en la final se hubiera jugado un tiempo suplementario previo.

## Sorteo
Se llevó a cabo el 11 de enero a las 15:00. Los equipos se agruparon, previa formación de parejas (algunas de ellas las que disputan los clásicos), colocando a cada uno de los componentes de las mismas en zonas distintas. Sus integrantes se enfrentaron en la séptima fecha de la Fase de zonas.
| Boca Juniors       | River Plate             |
| Independiente      | Racing Club             |
| Huracán            | San Lorenzo             |
| Newell's Old Boys  | Rosario Central         |
| Estudiantes (LP)   | Gimnasia y Esgrima (LP) |
| Colón              | Unión                   |
| Banfield           | Lanús                   |
| Argentinos Juniors | Vélez Sarsfield         |
| Platense           | Tigre                   |
| Aldosivi           | Patronato               |
| Godoy Cruz         | Talleres (C)            |
| Atlético Tucumán   | Central Córdoba (SdE)   |
| Arsenal            | Defensa y Justicia      |
| Barracas Central   | Sarmiento (J)           |

## Fase de zonas

### Zona A

#### Tabla de posiciones
| Pos. | Equipo                  | Pts. | PJ | PG | PE | PP | GF | GC | Dif. |
| ---- | ----------------------- | ---- | -- | -- | -- | -- | -- | -- | ---- |
| 1.º  | Racing Club             | 30   | 14 | 8  | 6  | 0  | 25 | 10 | 15   |
| 2.º  | River Plate             | 29   | 14 | 9  | 2  | 3  | 31 | 12 | 19   |
| 3.º  | Defensa y Justicia      | 25   | 14 | 7  | 4  | 3  | 26 | 19 | 7    |
| 4.º  | Argentinos Juniors      | 25   | 14 | 7  | 4  | 3  | 21 | 16 | 5    |
| 5.º  | Gimnasia y Esgrima (LP) | 24   | 14 | 7  | 3  | 4  | 24 | 20 | 4    |
| 6.º  | Newell's Old Boys       | 23   | 14 | 7  | 2  | 5  | 17 | 15 | 2    |
| 7.º  | Sarmiento               | 21   | 14 | 6  | 3  | 5  | 17 | 24 | −7   |
| 8.º  | Banfield                | 19   | 14 | 5  | 4  | 5  | 18 | 15 | 3    |
| 9.º  | Unión                   | 17   | 14 | 5  | 2  | 7  | 11 | 13 | −2   |
| 10.º | San Lorenzo             | 15   | 14 | 3  | 6  | 5  | 15 | 17 | −2   |
| 11.º | Atlético Tucumán        | 11   | 14 | 2  | 5  | 7  | 13 | 23 | −10  |
| 12.º | Talleres (C)            | 11   | 14 | 3  | 2  | 9  | 9  | 21 | −12  |
| 13.º | Platense                | 10   | 14 | 2  | 4  | 8  | 12 | 23 | −11  |
| 14.º | Patronato               | 10   | 14 | 3  | 1  | 10 | 10 | 25 | −15  |

|  | Clasificados a los Cuartos de final. |

##### Evolución de las posiciones
| Equipo / Fecha          | 1    | 2    | 3    | 4    | 5    | 6    | 7    | 8    | 9    | 10   | 11   | 12   | 13   | 14   |
| ----------------------- | ---- | ---- | ---- | ---- | ---- | ---- | ---- | ---- | ---- | ---- | ---- | ---- | ---- | ---- |
| Argentinos Juniors      | 1.°  | 1.°  | 4.º  | 5.º  | 8.º  | 8.º  | 7.º  | 4.º  | 7.º  | 5.º  | 4.º  | 4.º  | 5.º  | 4.º  |
| Atlético Tucumán        | 10.º | 10.º | 13.º | 10.º | 11.º | 13.º | 14.º | 14.º | 14.º | 13.º | 14.º | 14.º | 11.º | 11.º |
| Banfield                | 6.º  | 8.º  | 6.º  | 1.º  | 7.º  | 7.º  | 6.º  | 7.º  | 6.º  | 8.º  | 9.º  | 8.º  | 8.º  | 8.º  |
| Defensa y Justicia      | 10.º | 10.º | 7.º  | 4.º  | 2.°  | 2.°  | 2.º  | 5.º  | 3.°  | 4.°  | 6.°  | 6.°  | 4.°  | 3.º  |
| Gimnasia y Esgrima (LP) | 6.º  | 4.º  | 9.º  | 11.º | 10.º | 11.º | 11.º | 9.º  | 9.º  | 9.º  | 8.º  | 7.º  | 6.º  | 5.º  |
| Newell's Old Boys       | 1.º  | 7.º  | 10.º | 9.º  | 6.º  | 6.º  | 5.º  | 3.º  | 5.º  | 3.°  | 3.°  | 3.°  | 3.º  | 6.º  |
| Patronato               | 10.º | 14.º | 14.º | 14.º | 14.º | 12.º | 13.º | 12.º | 12.º | 12.º | 13.º | 11.º | 13.º | 14.º |
| Platense                | 1.º  | 2.º  | 1.º  | 3.º  | 9.º  | 9.º  | 9.º  | 11.º | 11.º | 11.º | 12.º | 12.º | 12.º | 13.º |
| Racing Club             | 6.º  | 8.º  | 5.º  | 8.º  | 5.º  | 4.º  | 1.°  | 1.°  | 1.°  | 1.°  | 1.°  | 1.°  | 1.°  | 1.º  |
| River Plate             | 10.º | 6.º  | 3.º  | 2.º  | 1.°  | 1.°  | 4.º  | 2.°  | 2.°  | 2.°  | 2.°  | 2.°  | 2.°  | 2.º  |
| San Lorenzo             | 6.º  | 12.º | 12.º | 12.º | 12.º | 10.º | 10.º | 10.º | 10.º | 10.º | 10.º | 10.º | 10.º | 10.º |
| Sarmiento (J)           | 1.º  | 2.º  | 8.º  | 7.º  | 4.º  | 5.º  | 8.º  | 8.º  | 8.º  | 7.º  | 5.º  | 5.º  | 7.º  | 7.º  |
| Talleres (C)            | 10.º | 12.º | 11.º | 13.º | 13.º | 14.º | 12.º | 13.º | 13.º | 14.º | 11.º | 13.º | 14.º | 12.º |
| Unión                   | 1.º  | 4.º  | 2.º  | 6.º  | 3.°  | 3.°  | 3.º  | 6.º  | 4.º  | 6.º  | 7.º  | 9.º  | 9.º  | 9.º  |

### Zona B

#### Tabla de posiciones
| Pos. | Equipo                | Pts. | PJ | PG | PE | PP | GF | GC | Dif. |
| ---- | --------------------- | ---- | -- | -- | -- | -- | -- | -- | ---- |
| 1.º  | Estudiantes (LP)      | 28   | 14 | 8  | 4  | 2  | 33 | 20 | 13   |
| 2.º  | Boca Juniors          | 27   | 14 | 7  | 6  | 1  | 19 | 11 | 8    |
| 3.º  | Tigre                 | 20   | 14 | 5  | 5  | 4  | 17 | 12 | 5    |
| 4.º  | Aldosivi              | 20   | 14 | 6  | 2  | 6  | 17 | 16 | 1    |
| 5.º  | Barracas Central      | 19   | 14 | 6  | 1  | 7  | 17 | 24 | −7   |
| 6.º  | Vélez Sarsfield       | 18   | 14 | 4  | 6  | 4  | 13 | 12 | 1    |
| 7.º  | Huracán               | 18   | 14 | 5  | 3  | 6  | 17 | 19 | −2   |
| 8.º  | Arsenal               | 17   | 14 | 3  | 8  | 3  | 20 | 19 | 1    |
| 9.º  | Colón                 | 16   | 14 | 3  | 7  | 4  | 18 | 19 | −1   |
| 10.º | Independiente         | 16   | 14 | 3  | 7  | 4  | 17 | 18 | −1   |
| 11.º | Godoy Cruz            | 16   | 14 | 3  | 7  | 4  | 21 | 24 | −3   |
| 12.º | Lanús                 | 15   | 14 | 3  | 6  | 5  | 17 | 18 | −1   |
| 13.º | Central Córdoba (SdE) | 15   | 14 | 3  | 6  | 5  | 17 | 23 | −6   |
| 14.º | Rosario Central       | 14   | 14 | 4  | 2  | 8  | 16 | 20 | −4   |

|  | Clasificados a los Cuartos de final. |

##### Evolución de las posiciones
| Equipo / Fecha        | 1    | 2    | 3    | 4    | 5    | 6    | 7    | 8    | 9    | 10   | 11   | 12   | 13   | 14   |
| --------------------- | ---- | ---- | ---- | ---- | ---- | ---- | ---- | ---- | ---- | ---- | ---- | ---- | ---- | ---- |
| Aldosivi              | 14.º | 13.º | 12.º | 11.º | 13.º | 8.º  | 5.º  | 4.º  | 3.°  | 3.°  | 2.º  | 4.°  | 4.°  | 4.º  |
| Arsenal               | 5.º  | 11.º | 7.º  | 9.º  | 9.º  | 11.º | 11.º | 12.º | 12.º | 12.º | 12.º | 12.º | 10.º | 8.º  |
| Barracas Central      | 13.º | 14.º | 14.º | 14.º | 14.º | 14.º | 8.º  | 11.º | 6.º  | 7.º  | 6.º  | 6.º  | 8.º  | 5.º  |
| Boca Juniors          | 5.º  | 4.º  | 3.º  | 3.º  | 5.º  | 3.º  | 2.º  | 3.º  | 4.°  | 4.°  | 4.°  | 2.°  | 2.°  | 2.º  |
| Central Córdoba (SdE) | 1.º  | 2.º  | 6.º  | 6.º  | 10.º | 12.º | 7.º  | 8.º  | 11.º | 11.º | 7.º  | 8.º  | 12.º | 13.º |
| Colón                 | 5.º  | 2.°  | 2.°  | 2.°  | 2.°  | 2.°  | 4.º  | 5.º  | 5.º  | 5.º  | 5.º  | 5.º  | 6.º  | 9.º  |
| Estudiantes (LP)      | 3.º  | 1.°  | 1.°  | 1.°  | 1.°  | 1.°  | 1.°  | 2.º  | 1.°  | 1.°  | 1.°  | 1.°  | 1.°  | 1.º  |
| Godoy Cruz            | 5.º  | 12.º | 13.º | 13.º | 12.º | 6.º  | 9.º  | 10.º | 10.º | 9.º  | 9.º  | 9.º  | 7.º  | 11.º |
| Huracán               | 4.º  | 8.º  | 11.º | 5.º  | 4.º  | 5.º  | 6.º  | 6.º  | 8.º  | 10.º | 10.º | 7.º  | 5.º  | 7.º  |
| Independiente         | 11.º | 9.º  | 9.º  | 6.º  | 7.º  | 7.º  | 10.º | 7.º  | 7.º  | 6.º  | 8.º  | 10.º | 13.º | 10.º |
| Lanús                 | 12.º | 6.º  | 10.° | 8.º  | 8.º  | 10.º | 13.º | 14.º | 14.º | 14.º | 13.º | 13.º | 11.º | 12.º |
| Rosario Central       | 5.º  | 5.º  | 7.º  | 10.º | 6.º  | 9.º  | 12.º | 13.º | 13.º | 13.º | 14.º | 14.º | 14.º | 14.º |
| Tigre                 | 5.º  | 10.º | 4.°  | 4.°  | 3.º  | 4.º  | 3.º  | 1.º  | 2.°  | 2.°  | 3.°  | 3.°  | 3.°  | 3.º  |
| Vélez Sarsfield       | 2.º  | 6.º  | 5.º  | 12.º | 11.º | 13.º | 14.º | 9.º  | 9.º  | 8.º  | 11.º | 11.º | 9.º  | 6.º  |

### Resultados
| Fecha 1               | Fecha 1   | Fecha 1                 | Fecha 1                     | Fecha 1       | Fecha 1 |
| Zona A                | Zona A    | Zona A                  | Zona A                      | Zona A        | Zona A  |
| Local                 | Resultado | Visitante               | Estadio                     | Fecha         | Hora    |
| --------------------- | --------- | ----------------------- | --------------------------- | ------------- | ------- |
| Patronato             | 0 - 1     | Argentinos Juniors      | Presbítero Bartolomé Grella | 10 de febrero | 19:15   |
| Sarmiento (J)         | 1 - 0     | Atlético Tucumán        | Eva Perón                   | 10 de febrero | 19:15   |
| Newell's Old Boys     | 1 - 0     | Defensa y Justicia      | Marcelo Bielsa              | 10 de febrero | 21:30   |
| Banfield              | 0 - 0     | San Lorenzo             | Florencio Sola              | 11 de febrero | 21:30   |
| Unión                 | 1 - 0     | River Plate             | 15 de Abril                 | 12 de febrero | 19:15   |
| Racing Club           | 0 - 0     | Gimnasia y Esgrima (LP) | El Cilindro                 | 13 de febrero | 17:00   |
| Platense              | 1 - 0     | Talleres (C)            | Ciudad de Vicente López     | 13 de febrero | 19:15   |
| Zona B                |           |                         |                             |               |         |
| Local                 | Resultado | Visitante               | Estadio                     | Fecha         | Hora    |
| Central Córdoba (SdE) | 3 - 1     | Barracas Central        | Único Madre de Ciudades     | 10 de febrero | 21:30   |
| Arsenal               | 1 - 1     | Rosario Central         | El Viaducto                 | 11 de febrero | 17:00   |
| Vélez Sarsfield       | 2 - 0     | Aldosivi                | José Amalfitani             | 11 de febrero | 19:15   |
| Godoy Cruz            | 1 - 1     | Tigre                   | Malvinas Argentinas         | 11 de febrero | 19:15   |
| Huracán               | 1 - 0     | Lanús                   | Tomás Adolfo Ducó           | 12 de febrero | 17:00   |
| Estudiantes (LP)      | 2 - 1     | Independiente           | Jorge Luis Hirschi          | 12 de febrero | 21:30   |
| Boca Juniors          | 1 - 1     | Colón                   | La Bombonera                | 13 de febrero | 21:30   |

| Fecha 2                 | Fecha 2   | Fecha 2               | Fecha 2                                 | Fecha 2       | Fecha 2 |
| Zona A                  | Zona A    | Zona A                | Zona A                                  | Zona A        | Zona A  |
| Local                   | Resultado | Visitante             | Estadio                                 | Fecha         | Hora    |
| ----------------------- | --------- | --------------------- | --------------------------------------- | ------------- | ------- |
| Argentinos Juniors      | 3 - 0     | Newell's Old Boys     | Diego Armando Maradona                  | 15 de febrero | 17:00   |
| River Plate             | 4 - 1     | Patronato             | Monumental                              | 16 de febrero | 21:30   |
| Gimnasia y Esgrima (LP) | 1 - 0     | San Lorenzo           | Del Bosque                              | 17 de febrero | 17:00   |
| Sarmiento (J)           | 2 - 2     | Banfield              | Eva Perón                               | 17 de febrero | 19:15   |
| Defensa y Justicia      | 2 - 2     | Racing Club           | Norberto Tomaghello                     | 17 de febrero | 19:15   |
| Atlético Tucumán        | 2 - 2     | Platense              | Monumental José Fierro                  | 17 de febrero | 21:30   |
| Tallleres (C)           | 0 - 0     | Unión                 | Mario Alberto Kempes                    | 17 de febrero | 21:30   |
| Zona B                  |           |                       |                                         |               |         |
| Local                   | Resultado | Visitante             | Estadio                                 | Fecha         | Hora    |
| Independiente           | 1 - 0     | Arsenal               | Libertadores de América Ricardo Bochini | 15 de febrero | 19:15   |
| Rosario Central         | 1 - 0     | Vélez Sarsfield       | Gigante de Arroyito                     | 15 de febrero | 19:15   |
| Lanús                   | 2 - 0     | Barracas Central      | Ciudad de Lanús                         | 15 de febrero | 21:30   |
| Huracán                 | 2 - 3     | Estudiantes (LP)      | Tomás Adolfo Ducó                       | 15 de febrero | 21:30   |
| Tigre                   | 1 - 1     | Central Córdoba (SdE) | Coliseo de Victoria                     | 16 de febrero | 17:00   |
| Aldosivi                | 1 - 2     | Boca Juniors          | José María Minella                      | 16 de febrero | 19:15   |
| Colón                   | 3 - 1     | Godoy Cruz            | Presbítero Bartolomé Grella             | 17 de febrero | 17:00   |

| Fecha 3               | Fecha 3   | Fecha 3                 | Fecha 3                     | Fecha 3       | Fecha 3 |
| Zona A                | Zona A    | Zona A                  | Zona A                      | Zona A        | Zona A  |
| Local                 | Resultado | Visitante               | Estadio                     | Fecha         | Hora    |
| --------------------- | --------- | ----------------------- | --------------------------- | ------------- | ------- |
| Platense              | 2 - 0     | Sarmiento (J)           | Ciudad de Vicente López     | 20 de febrero | 17:00   |
| Newell's Old Boys     | 0 - 2     | River Plate             | Marcelo Bielsa              | 20 de febrero | 21:30   |
| Banfield              | 4 - 0     | Gimnasia y Esgrima (LP) | Florencio Sola              | 21 de febrero | 19:15   |
| San Lorenzo           | 3 - 4     | Defensa y Justicia      | Nuevo Gasómetro             | 21 de febrero | 21:30   |
| Patronato             | 0 - 0     | Talleres (C)            | Presbítero Bartolomé Grella | 22 de febrero | 19:15   |
| Unión                 | 1 - 0     | Atlético Tucumán        | 15 de Abril                 | 22 de febrero | 19:15   |
| Racing Club           | 3 - 0     | Argentinos Juniors      | El Cilindro                 | 22 de febrero | 21:30   |
| Zona B                |           |                         |                             |               |         |
| Local                 | Resultado | Visitante               | Estadio                     | Fecha         | Hora    |
| Arsenal               | 2 - 1     | Huracán                 | El Viaducto                 | 19 de febrero | 17:00   |
| Estudiantes (LP)      | 2 - 1     | Lanús                   | Jorge Luis Hirschi          | 19 de febrero | 19:15   |
| Vélez Sarsfield       | 0 - 0     | Independiente           | José Amalfitani             | 19 de febrero | 21:30   |
| Boca Juniors          | 2 - 1     | Rosario Central         | José Amalfitani             | 20 de febrero | 19:15   |
| Barracas Central      | 0 - 2     | Tigre                   | Tomás Adolfo Ducó           | 21 de febrero | 17:00   |
| Godoy Cruz            | 0 - 2     | Aldosivi                | Malvinas Argentinas         | 21 de febrero | 19:15   |
| Central Córdoba (SdE) | 0 - 2     | Colón                   | Único Madre de Ciudades     | 22 de febrero | 21:30   |

| Fecha 4            | Fecha 4   | Fecha 4                 | Fecha 4                                 | Fecha 4       | Fecha 4 |
| Zona A             | Zona A    | Zona A                  | Zona A                                  | Zona A        | Zona A  |
| Local              | Resultado | Visitante               | Estadio                                 | Fecha         | Hora    |
| ------------------ | --------- | ----------------------- | --------------------------------------- | ------------- | ------- |
| Defensa y Justicia | 3 - 2     | Gimnasia y Esgrima (LP) | Norberto Tomaghello                     | 25 de febrero | 19:15   |
| Platense           | 0 - 1     | Banfield                | Ciudad de Vicente López                 | 25 de febrero | 21:30   |
| Sarmiento (J)      | 2 - 1     | Unión                   | Eva Perón                               | 27 de febrero | 17:00   |
| River Plate        | 2 - 2     | Racing Club             | Monumental                              | 27 de febrero | 19:15   |
| Argentinos Juniors | 1 - 1     | San Lorenzo             | Diego Armando Maradona                  | 27 de febrero | 21:30   |
| Talleres (C)       | 1 - 2     | Newell's Old Boys       | Mario Alberto Kempes                    | 28 de febrero | 19:15   |
| Atlético Tucumán   | 1 - 0     | Patronato               | Monumental José Fierro                  | 1 de marzo    | 21:30   |
| Zona B             |           |                         |                                         |               |         |
| Local              | Resultado | Visitante               | Estadio                                 | Fecha         | Hora    |
| Huracán            | 2 - 0     | Vélez Sarsfield         | Tomás Adolfo Ducó                       | 24 de febrero | 21:30   |
| Rosario Central    | 1 - 2     | Godoy Cruz              | Gigante de Arroyito                     | 26 de febrero | 17:00   |
| Colón              | 2 - 1     | Barracas Central        | Presbítero Bartolomé Grella             | 26 de febrero | 17:00   |
| Aldosivi           | 0 - 0     | Central Córdoba (SdE)   | José María Minella                      | 26 de febrero | 19:15   |
| Independiente      | 2 - 2     | Boca Juniors            | Libertadores de América Ricardo Bochini | 26 de febrero | 21:30   |
| Estudiantes (LP)   | 3 - 2     | Arsenal                 | Jorge Luis Hirschi                      | 27 de febrero | 17:00   |
| Lanús              | 0 - 0     | Tigre                   | Ciudad de Lanús                         | 28 de febrero | 21:30   |

| Fecha 5                 | Fecha 5   | Fecha 5            | Fecha 5                     | Fecha 5    | Fecha 5 |
| Zona A                  | Zona A    | Zona A             | Zona A                      | Zona A     | Zona A  |
| Local                   | Resultado | Visitante          | Estadio                     | Fecha      | Hora    |
| ----------------------- | --------- | ------------------ | --------------------------- | ---------- | ------- |
| Unión                   | 1 - 0     | Platense           | 15 de Abril                 | 4 de marzo | 19:15   |
| Gimnasia y Esgrima (LP) | 2 - 2     | Argentinos Juniors | Del Bosque                  | 4 de marzo | 21:30   |
| San Lorenzo             | 0 - 1     | River Plate        | Nuevo Gasómetro             | 5 de marzo | 17:00   |
| Patronato               | 0 - 1     | Sarmiento (J)      | Presbítero Bartolomé Grella | 5 de marzo | 19:15   |
| Racing Club             | 1 - 0     | Talleres (C)       | El Cilindro                 | 5 de marzo | 21:30   |
| Banfield                | 2 - 3     | Defensa y Justicia | Florencio Solá              | 6 de marzo | 17:00   |
| Newell's Old Boys       | 4 - 0     | Atlético Tucumán   | Marcelo Bielsa              | 6 de marzo | 17:00   |
| Zona B                  |           |                    |                             |            |         |
| Local                   | Resultado | Visitante          | Estadio                     | Fecha      | Hora    |
| Central Córdoba (SdE)   | 0 - 1     | Rosario Central    | Alfredo Terrera             | 3 de marzo | 21:30   |
| Barracas Central        | 2 - 1     | Aldosivi           | Tomás Adolfo Ducó           | 4 de marzo | 21:30   |
| Boca Juniors            | 0 - 1     | Huracán            | La Bombonera                | 6 de marzo | 19:15   |
| Vélez Sarsfield         | 1 - 1     | Estudiantes (LP)   | José Amalfitani             | 6 de marzo | 21:30   |
| Godoy Cruz              | 3 - 3     | Independiente      | Malvinas Argentinas         | 7 de marzo | 17:00   |
| Arsenal                 | 2 - 2     | Lanús              | El Viaducto                 | 7 de marzo | 19:15   |
| Tigre                   | 1 - 0     | Colón              | Coliseo de Victoria         | 7 de marzo | 21:30   |

| Fecha 6            | Fecha 6   | Fecha 6                 | Fecha 6                                 | Fecha 6     | Fecha 6 |
| Zona A             | Zona A    | Zona A                  | Zona A                                  | Zona A      | Zona A  |
| Local              | Resultado | Visitante               | Estadio                                 | Fecha       | Hora    |
| ------------------ | --------- | ----------------------- | --------------------------------------- | ----------- | ------- |
| Platense           | 1 - 2     | Patronato               | Ciudad de Vicente López                 | 11 de marzo | 21:30   |
| Sarmiento (J)      | 2 - 2     | Newell's Old Boys       | Eva Perón                               | 12 de marzo | 19:15   |
| Talleres (C)       | 0 - 1     | San Lorenzo             | Mario Alberto Kempes                    | 12 de marzo | 21:30   |
| Unión              | 2 - 1     | Banfield                | 15 de Abril                             | 13 de marzo | 17:00   |
| River Plate        | 4 - 0     | Gimnasia y Esgrima (LP) | Monumental                              | 13 de marzo | 19:15   |
| Atlético Tucumán   | 0 - 4     | Racing Club             | Monumental José Fierro                  | 14 de marzo | 19:15   |
| Argentinos Juniors | 0 - 1     | Defensa y Justicia      | Diego Armando Maradona                  | 14 de marzo | 21:30   |
| Zona B             |           |                         |                                         |             |         |
| Local              | Resultado | Visitante               | Estadio                                 | Fecha       | Hora    |
| Arsenal            | 0 - 0     | Vélez Sarsfield         | El Viaducto                             | 11 de marzo | 19:15   |
| Huracán            | 1 - 3     | Godoy Cruz              | Tomás Aldolfo Ducó                      | 12 de marzo | 17:00   |
| Aldosivi           | 1 - 0     | Tigre                   | José María Minella                      | 12 de marzo | 17:00   |
| Rosario Central    | 1 - 3     | Barracas Central        | Gigante de Arroyito                     | 12 de marzo | 19:15   |
| Lanús              | 1 - 1     | Colón                   | Ciudad de Lanús                         | 13 de marzo | 17:00   |
| Estudiantes (LP)   | 0 - 1     | Boca Juniors            | Jorge Luis Hirschi                      | 13 de marzo | 21:30   |
| Independiente      | 1 - 1     | Central Córdoba (SdE)   | Libertadores de América Ricardo Bochini | 14 de marzo | 21:30   |

| Fecha 7                 | Fecha 7      | Fecha 7               | Fecha 7                                 | Fecha 7      | Fecha 7      |
| Interzonales            | Interzonales | Interzonales          | Interzonales                            | Interzonales | Interzonales |
| Local                   | Resultado    | Visitante             | Estadio                                 | Fecha        | Hora         |
| ----------------------- | ------------ | --------------------- | --------------------------------------- | ------------ | ------------ |
| Aldosivi                | 3 - 1        | Patronato             | José María Minella                      | 18 de marzo  | 16:00        |
| Tigre                   | 4 - 0        | Platense              | Coliseo de Victoria                     | 18 de marzo  | 19:15        |
| Barracas Central        | 2 - 1        | Sarmiento (J)         | Tomás Adolfo Ducó                       | 18 de marzo  | 21:30        |
| Lanús                   | 0 - 1        | Banfield              | Ciudad de Lanús                         | 19 de marzo  | 14:00        |
| San Lorenzo             | 0 - 0        | Huracán               | Nuevo Gasómetro                         | 19 de marzo  | 16:15        |
| Colón                   | 0 - 0        | Unión                 | Brigadier General Estanislao López      | 19 de marzo  | 18:30        |
| Independiente           | 1 - 2        | Racing Club           | Libertadores de América Ricardo Bochini | 19 de marzo  | 20:45        |
| Rosario Central         | 0 - 1        | Newell's Old Boys     | Gigante de Arroyito                     | 20 de marzo  | 14:00        |
| Gimnasia y Esgrima (LP) | 1 - 1        | Estudiantes (LP)      | Del Bosque                              | 20 de marzo  | 16:15        |
| River Plate             | 0 - 1        | Boca Juniors          | Monumental                              | 20 de marzo  | 19:00        |
| Defensa y Justicia      | 1 - 1        | Arsenal               | Norberto Tomaghello                     | 21 de marzo  | 19:15        |
| Argentinos Juniors      | 1 - 0        | Vélez Sarsfield       | Diego Armando Maradona                  | 21 de marzo  | 21:30        |
| Atlético Tucumán        | 0 - 1        | Central Córdoba (SdE) | Monumental José Fierro                  | 22 de marzo  | 19:15        |
| Talleres (C)            | 2 - 1        | Godoy Cruz            | Mario Alberto Kempes                    | 22 de marzo  | 21:30        |

| Fecha 8                 | Fecha 8   | Fecha 8            | Fecha 8                            | Fecha 8     | Fecha 8 |
| Zona A                  | Zona A    | Zona A             | Zona A                             | Zona A      | Zona A  |
| Local                   | Resultado | Visitante          | Estadio                            | Fecha       | Hora    |
| ----------------------- | --------- | ------------------ | ---------------------------------- | ----------- | ------- |
| Gimnasia y Esgrima (LP) | 2 - 1     | Talleres (C)       | Del Bosque                         | 1 de abril  | 16:30   |
| Patronato               | 2 - 1     | Unión              | Presbítero Bartolomé Grella        | 1 de abril  | 19:00   |
| Banfield                | 0 - 2     | Argentinos Juniors | Florencio Sola                     | 1 de abril  | 21:30   |
| Racing Club             | 4 - 1     | Sarmiento (J)      | El Cilindro                        | 2 de abril  | 14:00   |
| Defensa y Justicia      | 1 - 2     | River Plate        | Norberto Tomaghello                | 2 de abril  | 19:00   |
| San Lorenzo             | 1 - 1     | Atlético Tucumán   | Nuevo Gasómetro                    | 3 de abril  | 16:30   |
| Newell's Old Boys       | 3 - 1     | Platense           | Marcelo Bielsa                     | 3 de abril  | 19:00   |
| Zona B                  |           |                    |                                    |             |         |
| Local                   | Resultado | Visitante          | Estadio                            | Fecha       | Hora    |
| Colón                   | 1 - 3     | Aldosivi           | Brigadier General Estanislao López | 31 de marzo | 21:30   |
| Central Córdoba (SdE)   | 2 - 2     | Huracán            | Único Madre de Ciudades            | 1 de abril  | 19:00   |
| Barracas Central        | 0 - 1     | Independiente      | Tomás Adolfo Ducó                  | 1 de abril  | 21:30   |
| Vélez Sarsfield         | 3 - 1     | Lanús              | José Amalfitani                    | 2 de abril  | 16:30   |
| Godoy Cruz              | 3 - 3     | Estudiantes (LP)   | Malvinas Argentinas                | 2 de abril  | 16:30   |
| Boca Juniors            | 2 - 2     | Arsenal            | La Bombonera                       | 2 de abril  | 21:30   |
| Tigre                   | 2 - 0     | Rosario Central    | Coliseo de Victoria                | 3 de abril  | 21:30   |

| Fecha 9          | Fecha 9   | Fecha 9                 | Fecha 9                                 | Fecha 9     | Fecha 9 |
| Zona A           | Zona A    | Zona A                  | Zona A                                  | Zona A      | Zona A  |
| Local            | Resultado | Visitante               | Estadio                                 | Fecha       | Hora    |
| ---------------- | --------- | ----------------------- | --------------------------------------- | ----------- | ------- |
| Atlético Tucumán | 1 - 2     | Gimnasia y Esgrima (LP) | Monumental José Fierro                  | 8 de abril  | 19:00   |
| Sarmiento (J)    | 2 - 1     | San Lorenzo             | Eva Perón                               | 8 de abril  | 21:30   |
| Unión            | 1 - 0     | Newell's Old Boys       | 15 de Abril                             | 9 de abril  | 14:00   |
| Talleres (C)     | 1 - 5     | Defensa y Justicia      | Mario Alberto Kempes                    | 9 de abril  | 16:30   |
| Patronato        | 0 - 1     | Banfield                | Presbítero Bartolomé Grella             | 10 de abril | 14:00   |
| Platense         | 0 - 1     | Racing Club             | Ciudad de Vicente López                 | 10 de abril | 16:30   |
| River Plate      | 4 - 2     | Argentinos Juniors      | Mâs Monumental                          | 10 de abril | 19:00   |
| Zona B           |           |                         |                                         |             |         |
| Local            | Resultado | Visitante               | Estadio                                 | Fecha       | Hora    |
| Arsenal          | 3 - 3     | Godoy Cruz              | El Viaducto                             | 8 de abril  | 19:00   |
| Rosario Central  | 2 - 2     | Colón                   | Gigante de Arroyito                     | 8 de abril  | 21:30   |
| Independiente    | 1 - 1     | Tigre                   | Libertadores de América Ricardo Bochini | 9 de abril  | 19:00   |
| Vélez Sarsfield  | 0 - 0     | Boca Juniors            | José Amalfitani                         | 9 de abril  | 21:30   |
| Estudiantes (LP) | 5 - 0     | Central Córdoba (SdE)   | Jorge Luis Hirschi                      | 10 de abril | 14:00   |
| Huracán          | 1 - 2     | Barracas Central        | Tomás Adolfo Ducó                       | 11 de abril | 19:00   |
| Lanús            | 1 - 2     | Aldosivi                | Ciudad de Lanús                         | 11 de abril | 21:30   |

| Fecha 10                | Fecha 10  | Fecha 10         | Fecha 10                           | Fecha 10    | Fecha 10 |
| Zona A                  | Zona A    | Zona A           | Zona A                             | Zona A      | Zona A   |
| Local                   | Resultado | Visitante        | Estadio                            | Fecha       | Hora     |
| ----------------------- | --------- | ---------------- | ---------------------------------- | ----------- | -------- |
| Gimnasia y Esgrima (LP) | 1 - 3     | Sarmiento (J)    | Del Bosque                         | 14 de abril | 21:30    |
| Newell's Old Boys       | 1 - 0     | Patronato        | Marcelo Bielsa                     | 15 de Abril | 21:30    |
| San Lorenzo             | 2 - 2     | Platense         | Nuevo Gasómetro                    | 16 de abril | 14:00    |
| Racing Club             | 1 - 0     | Unión            | El Cilindro                        | 16 de abril | 21:30    |
| Defensa y Justicia      | 1 - 1     | Atlético Tucumán | Norberto Tomaghello                | 17 de abril | 14:00    |
| Argentinos Juniors      | 2 - 1     | Talleres (C)     | Diego Armando Maradona             | 17 de abril | 16:30    |
| Banfield                | 1 - 2     | River Plate      | Florencio Sola                     | 17 de abril | 21:30    |
| Zona B                  |           |                  |                                    |             |          |
| Local                   | Resultado | Visitante        | Estadio                            | Fecha       | Hora     |
| Tigre                   | 2 - 1     | Huracán          | Coliseo de Victoria                | 15 de Abril | 16:30    |
| Aldosivi                | 1 - 0     | Rosario Central  | José María Minella                 | 15 de Abril | 19:00    |
| Central Córdoba (SdE)   | 3 - 3     | Arsenal          | Único Madre de Ciudades            | 15 de Abril | 19:00    |
| Colón                   | 2 - 2     | Independiente    | Brigadier General Estanislao López | 16 de abril | 16:30    |
| Barracas Central        | 1 - 6     | Estudiantes (LP) | Tomás Adolfo Ducó                  | 16 de abril | 19:00    |
| Godoy Cruz              | 0 - 0     | Vélez Sarsfield  | Malvinas Argentinas                | 17 de abril | 14:00    |
| Boca Juniors            | 1 - 1     | Lanús            | La Bombonera                       | 17 de abril | 19:00    |

| Fecha 11          | Fecha 11  | Fecha 11                | Fecha 11                                | Fecha 11    | Fecha 11 |
| Zona A            | Zona A    | Zona A                  | Zona A                                  | Zona A      | Zona A   |
| Local             | Resultado | Visitante               | Estadio                                 | Fecha       | Hora     |
| ----------------- | --------- | ----------------------- | --------------------------------------- | ----------- | -------- |
| Unión             | 1 - 2     | San Lorenzo             | 15 de Abril                             | 19 de abril | 16:30    |
| Platense          | 0 - 3     | Gimnasia y Esgrima (LP) | Ciudad de Vicente López                 | 19 de abril | 21:30    |
| Newell's Old Boys | 1 - 0     | Banfield                | Marcelo Bielsa                          | 20 de abril | 14:00    |
| Patronato         | 2 - 3     | Racing Club             | Presbítero Bartolomé Grella             | 20 de abril | 16:30    |
| Talleres (C)      | 1 - 0     | River Plate             | Mario Alberto Kempes                    | 20 de abril | 19:00    |
| Sarmiento (J)     | 2 - 1     | Defensa y Justicia      | Eva Perón                               | 21 de abril | 16:00    |
| Atlético Tucumán  | 2 - 4     | Argentinos Juniors      | Monumental José Fierro                  | 21 de abril | 18:30    |
| Zona B            |           |                         |                                         |             |          |
| Local             | Resultado | Visitante               | Estadio                                 | Fecha       | Hora     |
| Arsenal           | 0 - 1     | Barracas Central        | El Viaducto                             | 19 de abril | 14:00    |
| Huracán           | 1 - 1     | Colón                   | Tomás Adolfo Ducó                       | 19 de abril | 19:00    |
| Estudiantes (LP)  | 2 - 1     | Tigre                   | Jorge Luis Hirschi                      | 19 de abril | 19:00    |
| Independiente     | 1 - 1     | Aldosivi                | Libertadores de América Ricardo Bochini | 19 de abril | 21:30    |
| Vélez Sarsfield   | 1 - 2     | Central Córdoba (SdE)   | José Amalfitani                         | 20 de abril | 16:30    |
| Lanús             | 3 - 1     | Rosario Central         | Ciudad de Lanús                         | 20 de abril | 19:00    |
| Boca Juniors      | 1 - 1     | Godoy Cruz              | La Bombonera                            | 20 de abril | 21:30    |

| Fecha 12                | Fecha 12  | Fecha 12          | Fecha 12                           | Fecha 12    | Fecha 12 |
| Zona A                  | Zona A    | Zona A            | Zona A                             | Zona A      | Zona A   |
| Local                   | Resultado | Visitante         | Estadio                            | Fecha       | Hora     |
| ----------------------- | --------- | ----------------- | ---------------------------------- | ----------- | -------- |
| Gimnasia y Esgrima (LP) | 1 - 0     | Unión             | Del Bosque                         | 23 de abril | 14:00    |
| San Lorenzo             | 1 - 2     | Patronato         | Nuevo Gasómetro                    | 23 de abril | 14:00    |
| Banfield                | 3 - 1     | Talleres (C)      | Florencio Sola                     | 23 de abril | 21:30    |
| Racing Club             | 0 - 0     | Newell's Old Boys | El Cilindro                        | 24 de abril | 16:30    |
| River Plate             | 1 - 1     | Atlético Tucumán  | Mâs Monumental                     | 24 de abril | 19:00    |
| Defensa y Justicia      | 1 - 1     | Platense          | Norberto Tomaghello                | 24 de abril | 21:30    |
| Argentinos Juniors      | 0 - 0     | Sarmiento (J)     | Diego Armando Maradona             | 25 de abril | 21:30    |
| Zona B                  |           |                   |                                    |             |          |
| Local                   | Resultado | Visitante         | Estadio                            | Fecha       | Hora     |
| Colón                   | 2 - 2     | Estudiantes (LP)  | Brigadier General Estanislao López | 22 de abril | 20:30    |
| Rosario Central         | 3 - 0     | Independiente     | Gigante de Arroyito                | 23 de abril | 16:30    |
| Central Córdoba (SdE)   | 1 - 2     | Boca Juniors      | Único Madre de Ciudades            | 23 de abril | 19:00    |
| Barracas Central        | 1 - 1     | Vélez Sarsfield   | Tomás Adolfo Ducó                  | 23 de abril | 21:30    |
| Godoy Cruz              | 1 - 1     | Lanús             | Malvinas Argentinas                | 24 de abril | 21:30    |
| Tigre                   | 0 - 0     | Arsenal           | Coliseo de Victoria                | 25 de abril | 15:30    |
| Aldosivi                | 0 - 2     | Huracán           | José María Minella                 | 25 de abril | 21:30    |

| Fecha 13          | Fecha 13  | Fecha 13                | Fecha 13                    | Fecha 13    | Fecha 13 |
| Zona A            | Zona A    | Zona A                  | Zona A                      | Zona A      | Zona A   |
| Local             | Resultado | Visitante               | Estadio                     | Fecha       | Hora     |
| ----------------- | --------- | ----------------------- | --------------------------- | ----------- | -------- |
| Newell's Old Boys | 1 - 2     | San Lorenzo             | Marcelo Bielsa              | 27 de abril | 20:30    |
| Patronato         | 0 - 6     | Gimnasia y Esgrima (LP) | Presbítero Bartolomé Grella | 29 de abril | 21:30    |
| Atlético Tucumán  | 3 - 0     | Talleres (C)            | Monumental José Fierro      | 30 de abril | 12:00    |
| Racing Club       | 1 - 1     | Banfield                | El Cilindro                 | 30 de abril | 16:00    |
| Sarmiento (J)     | 0 - 7     | River Plate             | Eva Perón                   | 30 de abril | 21:30    |
| Unión             | 1 - 2     | Defensa y Justicia      | 15 de Abril                 | 2 de mayo   | 19:00    |
| Platense          | 1 - 1     | Argentinos Juniors      | Ciudad de Vicente López     | 2 de mayo   | 21:30    |
| Zona B            |           |                         |                             |             |          |
| Local             | Resultado | Visitante               | Estadio                     | Fecha       | Hora     |
| Estudiantes (LP)  | 2 - 1     | Aldosivi                | Jorge Luis Hirschi          | 29 de abril | 19:00    |
| Vélez Sarsfield   | 3 - 2     | Tigre                   | José Amalfitani             | 30 de abril | 16:00    |
| Boca Juniors      | 2 - 0     | Barracas Central        | La Bombonera                | 30 de abril | 19:00    |
| Arsenal           | 2 - 0     | Colón                   | El Viaducto                 | 30 de abril | 19:00    |
| Lanús             | 1 - 0     | Independiente           | Ciudad de Lanús             | 30 de abril | 21:30    |
| Godoy Cruz        | 1 - 0     | Central Córdoba (SdE)   | Malvinas Argentinas         | 2 de mayo   | 19:00    |
| Huracán           | 2 - 1     | Rosario Central         | Tomás Adolfo Ducó           | 2 de mayo   | 21:30    |

| Fecha 14                | Fecha 14  | Fecha 14          | Fecha 14                                | Fecha 14  | Fecha 14 |
| Zona A                  | Zona A    | Zona A            | Zona A                                  | Zona A    | Zona A   |
| Local                   | Resultado | Visitante         | Estadio                                 | Fecha     | Hora     |
| ----------------------- | --------- | ----------------- | --------------------------------------- | --------- | -------- |
| San Lorenzo             | 1 - 1     | Racing Club       | Nuevo Gasómetro                         | 6 de mayo | 18:30    |
| Talleres (C)            | 1 - 0     | Sarmiento (J)     | Mario Alberto Kempes                    | 8 de mayo | 16:00    |
| Gimnasia y Esgrima (LP) | 3 - 1     | Newell's Old Boys | Del Bosque                              | 8 de mayo | 16:00    |
| Argentinos Juniors      | 2 - 1     | Unión             | Diego Armando Maradona                  | 8 de mayo | 16:00    |
| Defensa y Justicia      | 1 - 0     | Patronato         | Norberto Tomaghello                     | 8 de mayo | 16:00    |
| River Plate             | 2 - 1     | Platense          | Mâs Monumental                          | 8 de mayo | 21:00    |
| Banfield                | 1 - 1     | Atlético Tucumán  | Florencio Sola                          | 9 de mayo | 21:30    |
| Zona B                  |           |                   |                                         |           |          |
| Local                   | Resultado | Visitante         | Estadio                                 | Fecha     | Hora     |
| Barracas Central        | 3 - 1     | Godoy Cruz        | Ciudad de Lanús                         | 6 de mayo | 21:30    |
| Tigre                   | 0 - 2     | Boca Juniors      | Coliseo de Victoria                     | 7 de mayo | 16:30    |
| Independiente           | 3 - 0     | Huracán           | Libertadores de América Ricardo Bochini | 7 de mayo | 16:30    |
| Aldosivi                | 1 - 2     | Arsenal           | José María Minella                      | 7 de mayo | 16:30    |
| Rosario Central         | 3 - 1     | Estudiantes (LP)  | Gigante de Arroyito                     | 7 de mayo | 19:00    |
| Central Córdoba (SdE)   | 3 - 3     | Lanús             | Alfredo Terrera                         | 9 de mayo | 19:00    |
| Colón                   | 1 - 2     | Vélez Sarsfield   | Brigadier General Estanislao López      | 9 de mayo | 19:00    |

## Fase final

### Cuadro de desarrollo
|  | Cuartos de final | Cuartos de final   | Cuartos de final   |                    |             | Semifinales     | Semifinales     | Semifinales     |  |              | Final        | Final      | Final      |  |
|  | 10 y 11 de mayo  | 10 y 11 de mayo    | 10 y 11 de mayo    |                    |             | 14 y 15 de mayo | 14 y 15 de mayo | 14 y 15 de mayo |  |              | 22 de mayo   | 22 de mayo | 22 de mayo |  |
|  |                  |                    |                    |                    |             |                 |                 |                 |  |              |              |            |            |  |
|  |                  |                    |                    |                    |             |                 |                 |                 |  |              |              |            |            |  |
|  | 1.º A            | Racing Club        | 5                  |                    |             |                 |                 |                 |  |              |              |            |            |  |
|  | 1.º A            | Racing Club        | 5                  |                    |             |                 |                 |                 |  |              |              |            |            |  |
|  | 4.º B            | Aldosivi           | 0                  |                    |             |                 |                 |                 |  |              |              |            |            |  |
|  | 4.º B            | Aldosivi           | 0                  |                    | Racing Club | Racing Club     | 0 (5)           |                 |  |              |              |            |            |  |
|  |                  |                    |                    |                    | Racing Club | Racing Club     | 0 (5)           |                 |  |              |              |            |            |  |
|  |                  |                    | Boca Juniors       | Boca Juniors       | 0 (6)       |                 |                 |                 |  |              |              |            |            |  |
|  | 2.º B            | Boca Juniors       | Boca Juniors       | Boca Juniors       | 0 (6)       | 2               |                 |                 |  |              |              |            |            |  |
|  | 2.º B            | Boca Juniors       |                    |                    |             |                 |                 |                 |  |              |              |            |            |  |
|  | 3.º A            | Defensa y Justicia | 0                  |                    |             |                 |                 |                 |  |              |              |            |            |  |
|  | 3.º A            | Defensa y Justicia | 0                  |                    |             |                 |                 |                 |  | Boca Juniors | Boca Juniors | 3          |            |  |
|  |                  |                    |                    |                    |             |                 |                 |                 |  | Boca Juniors | Boca Juniors | 3          |            |  |
|  |                  |                    | Tigre              | Tigre              | 0           |                 |                 |                 |  |              |              |            |            |  |
|  | 2.º A            | River Plate        | Tigre              | Tigre              | 0           | 1               |                 |                 |  |              |              |            |            |  |
|  | 2.º A            | River Plate        |                    |                    |             |                 |                 |                 |  |              |              |            |            |  |
|  | 3.º B            | Tigre              | 2                  |                    |             |                 |                 |                 |  |              |              |            |            |  |
|  | 3.º B            | Tigre              | 2                  |                    | Tigre       | Tigre           | 1 (3)           |                 |  |              |              |            |            |  |
|  |                  |                    |                    |                    | Tigre       | Tigre           | 1 (3)           |                 |  |              |              |            |            |  |
|  |                  |                    | Argentinos Juniors | Argentinos Juniors | 1 (1)       |                 |                 |                 |  |              |              |            |            |  |
|  | 1.º B            | Estudiantes (LP)   | Argentinos Juniors | Argentinos Juniors | 1 (1)       | 1 (3)           |                 |                 |  |              |              |            |            |  |
|  | 1.º B            | Estudiantes (LP)   |                    |                    |             |                 |                 |                 |  |              |              |            |            |  |
|  | 4.º A            | Argentinos Juniors | 1 (4)              |                    |             |                 |                 |                 |  |              |              |            |            |  |
|  | 4.º A            | Argentinos Juniors | 1 (4)              |                    |             |                 |                 |                 |  |              |              |            |            |  |
|  |                  |                    |                    |                    |             |                 |                 |                 |  |              |              |            |            |  |

### Sedes
En cuartos de final, el equipo mejor ubicado en la fase anterior fue local. Las semifinales y la final se jugaron en cancha neutral. Los siguientes estadios fueron escenario de los cruces a partir de semifinales, según lo dispuesto por los organizadores.
|                               |                                        |                                      |
|                               |                                        |                                      |
| Ciudad de Lanús Ciudad: Lanús | Tomás Adolfo Ducó Ciudad: Buenos Aires | Mario Alberto Kempes Ciudad: Córdoba |

### Cuartos de final
| 10 de mayo, 19:15 | Racing Club                                            | 5:0 (2:0) | Aldosivi | Estadio El Cilindro, Avellaneda               |                                               |
|                   | Alcaraz 3', 22' · Copetti 47' (pen.), 56' · Correa 78' | Reporte   |          | Árbitro(s): Yael Falcón Pérez VAR: Diego Abal | Árbitro(s): Yael Falcón Pérez VAR: Diego Abal |

| 10 de mayo, 21:30 | Boca Juniors            | 2:0 (1:0) | Defensa y Justicia | Estadio La Bombonera, Buenos Aires            |                                               |
|                   | Villa 41' · Ramírez 78' | Reporte   |                    | Árbitro(s): Andrés Merlos VAR: Héctor Paletta | Árbitro(s): Andrés Merlos VAR: Héctor Paletta |

| 11 de mayo, 19:15 | Estudiantes (LP)                           | 1:1 (1:0) (3:4 p.)         | Argentinos Juniors                         | Estadio Jorge Luis Hirschi, La Plata              |                                                   |
|                   | Boselli 32'                                | Reporte                    | Vera 65'                                   | Árbitro(s): Fernando Echenique VAR: Darío Herrera | Árbitro(s): Fernando Echenique VAR: Darío Herrera |
|                   |                                            | Tiros desde el punto penal |                                            |                                                   |                                                   |
|                   | Boselli · L. Díaz · Zuqui · Orosco · Morel |                            | Torrén · Ávalos · Zalazar · Reniero · Vera |                                                   |                                                   |

| 11 de mayo, 21:30 | River Plate      | 1:2 (0:1) | Tigre                    | Estadio Monumental, Buenos Aires               |                                                |
|                   | E. Fernández 58' | Reporte   | Retegui 5' · Colidio 67' | Árbitro(s): Fernando Espinoza VAR: Ariel Penel | Árbitro(s): Fernando Espinoza VAR: Ariel Penel |

### Semifinales
| 14 de mayo, 17:00 | Racing Club                                                      | 0:0 (5:6 p.)               | Boca Juniors                                                           | Estadio Ciudad de Lanús, Lanús            |                                           |
|                   |                                                                  | Reporte                    |                                                                        | Árbitro(s): Facundo Tello VAR: Diego Abal | Árbitro(s): Facundo Tello VAR: Diego Abal |
|                   |                                                                  | Tiros desde el punto penal |                                                                        |                                           |                                           |
|                   | Piovi · Cardona · Chancalay · Alcaraz · Copetti · Correa · Insúa |                            | Rojo · Izquierdoz · G. Fernández · Benedetto · Salvio · Villa · Varela |                                           |                                           |

| 15 de mayo, 16:00 | Tigre                     | 1:1 (0:0) (3:1 p.)         | Argentinos Juniors                | Estadio Tomás Adolfo Ducó, Buenos Aires       |                                               |
|                   | Castro 55'                | Reporte                    | Ávalos 87'                        | Árbitro(s): Andrés Merlos VAR: Héctor Paletta | Árbitro(s): Andrés Merlos VAR: Héctor Paletta |
|                   |                           | Tiros desde el punto penal |                                   |                                               |                                               |
|                   | Magnín · Prieto · Blondel |                            | Vera · Ávalos · Zalazar · Reniero |                                               |                                               |

### Final
| 22 de mayo, 16:00 | Boca Juniors                         | 3:0 (1:0) | Tigre | Estadio Mario Alberto Kempes, Córdoba         |                                               |
|                   | Rojo 45+4' · Fabra 67' · Vázquez 85' | Reporte   |       | Árbitro(s): Darío Herrera VAR: Mauro Vigliano | Árbitro(s): Darío Herrera VAR: Mauro Vigliano |

#### Ficha del partido
| 1          | Guardameta     | Agustín Rossi       |     |
| 17         | Defensa        | Luis Advíncula      |     |
| 24         | Defensa        | Carlos Izquierdoz   |     |
| 6          | Defensa        | Marcos Rojo         |     |
| 18         | Defensa        | Frank Fabra         |     |
| 8          | Centrocampista | Guillermo Fernández | 87' |
| 33         | Centrocampista | Alan Varela         | 88' |
| 11         | Centrocampista | Óscar Romero        | 87' |
| 10         | Delantero      | Eduardo Salvio      | 60' |
| 9          | Delantero      | Darío Benedetto     | 77' |
| 22         | Delantero      | Sebastián Villa     |     |
| Entrenador | Entrenador     | Sebastián Battaglia |     |

| 23         | Guardameta     | Gonzalo Marinelli  |     |
| 17         | Defensa        | Lucas Blondel      |     |
| 36         | Defensa        | Víctor Cabrera     |     |
| 6          | Defensa        | Abel Luciatti      |     |
| 20         | Defensa        | Sebastián Prieto   |     |
| 5          | Centrocampista | Sebastián Prediger |     |
| 42         | Centrocampista | Ignacio Fernández  |     |
| 27         | Centrocampista | Cristian Zabala    | 77' |
| 16         | Centrocampista | Alexis Castro      | 77' |
| 11         | Centrocampista | Facundo Colidio    | 84' |
| 32         | Delantero      | Mateo Retegui      | 84' |
| Entrenador | Entrenador     | Diego Martínez     |     |

| 20 | Centrocampista | Juan Ramírez     | 60' |
| 38 | Delantero      | Luis Vázquez     | 77' |
| 16 | Centrocampista | Aaron Molinas    | 87' |
| 36 | Centrocampista | Cristian Medina  | 87' |
| 21 | Centrocampista | Jorman Campuzano | 88' |

| 22 | Centrocampista | Agustín Obando | 77' |
| 16 | Delantero      | Blas Armoa     | 77' |
| 7  | Delantero      | Pablo Magnín   | 84' |
| 9  | Delantero      | Ijiel Protti   | 84' |

| Anotado | 45+4' | Marcos Rojo  | 1-0 |
| Anotado | 67'   | Frank Fabra  | 2-0 |
| Anotado | 85'   | Luis Vázquez | 3-0 |

| Amonestado | 23' | Óscar Romero |

| Amonestado | 34' | Víctor Cabrera   |
| Amonestado | 48' | Sebastián Prieto |
| Amonestado | 90' | Lucas Blondel    |

| Árbitro             | Darío Herrera      |
| Árbitros asistentes | Juan Pablo Belatti |
| Árbitros asistentes | Diego Bonfá        |
| Cuarto árbitro      | Diego Abal         |
| Quinto árbitro      | Gisela Bosso       |
| VAR                 | Mauro Vigliano     |
| Asistente del VAR   | Fernando Espinoza  |

| 1          | Guardameta     | Agustín Rossi       |     |
| 17         | Defensa        | Luis Advíncula      |     |
| 24         | Defensa        | Carlos Izquierdoz   |     |
| 6          | Defensa        | Marcos Rojo         |     |
| 18         | Defensa        | Frank Fabra         |     |
| 8          | Centrocampista | Guillermo Fernández | 87' |
| 33         | Centrocampista | Alan Varela         | 88' |
| 11         | Centrocampista | Óscar Romero        | 87' |
| 10         | Delantero      | Eduardo Salvio      | 60' |
| 9          | Delantero      | Darío Benedetto     | 77' |
| 22         | Delantero      | Sebastián Villa     |     |
| Entrenador | Entrenador     | Sebastián Battaglia |     |

| 23         | Guardameta     | Gonzalo Marinelli  |     |
| 17         | Defensa        | Lucas Blondel      |     |
| 36         | Defensa        | Víctor Cabrera     |     |
| 6          | Defensa        | Abel Luciatti      |     |
| 20         | Defensa        | Sebastián Prieto   |     |
| 5          | Centrocampista | Sebastián Prediger |     |
| 42         | Centrocampista | Ignacio Fernández  |     |
| 27         | Centrocampista | Cristian Zabala    | 77' |
| 16         | Centrocampista | Alexis Castro      | 77' |
| 11         | Centrocampista | Facundo Colidio    | 84' |
| 32         | Delantero      | Mateo Retegui      | 84' |
| Entrenador | Entrenador     | Diego Martínez     |     |

| 20 | Centrocampista | Juan Ramírez     | 60' |
| 38 | Delantero      | Luis Vázquez     | 77' |
| 16 | Centrocampista | Aaron Molinas    | 87' |
| 36 | Centrocampista | Cristian Medina  | 87' |
| 21 | Centrocampista | Jorman Campuzano | 88' |

| 22 | Centrocampista | Agustín Obando | 77' |
| 16 | Delantero      | Blas Armoa     | 77' |
| 7  | Delantero      | Pablo Magnín   | 84' |
| 9  | Delantero      | Ijiel Protti   | 84' |

| Anotado | 45+4' | Marcos Rojo  | 1-0 |
| Anotado | 67'   | Frank Fabra  | 2-0 |
| Anotado | 85'   | Luis Vázquez | 3-0 |

| Amonestado | 23' | Óscar Romero |

| Amonestado | 34' | Víctor Cabrera   |
| Amonestado | 48' | Sebastián Prieto |
| Amonestado | 90' | Lucas Blondel    |

| Árbitro             | Darío Herrera      |
| Árbitros asistentes | Juan Pablo Belatti |
| Árbitros asistentes | Diego Bonfá        |
| Cuarto árbitro      | Diego Abal         |
| Quinto árbitro      | Gisela Bosso       |
| VAR                 | Mauro Vigliano     |
| Asistente del VAR   | Fernando Espinoza  |

## Goleadores
| Jugador            | Equipo                  | Goles | Jugada | Cabeza | T. libre | Penal | PJ |
| ------------------ | ----------------------- | ----- | ------ | ------ | -------- | ----- | -- |
| Mauro Boselli      | Estudiantes (LP)        | 10    | 6      | 3      | 0        | 1     | 11 |
| Martín Cauteruccio | Aldosivi                | 9     | 4      | 2      | 0        | 3     | 14 |
| Julián Álvarez     | River Plate             | 8     | 5      | 1      | 0        | 2     | 12 |
| Enzo Copetti       | Racing Club             | 8     | 4      | 3      | 0        | 1     | 15 |
| Cristian Tarragona | Gimnasia y Esgrima (LP) | 8     | 5      | 1      | 0        | 2     | 14 |

## Entrenadores
| Listado de entrenadores                                | Listado de entrenadores                             | Listado de entrenadores |
| Equipo                                                 | Entrenador                                          | Fechas                  |
| ------------------------------------------------------ | --------------------------------------------------- | ----------------------- |
| Aldosivi                                               | Martín Palermo                                      | 1.ª a cuartos de final  |
| Argentinos Juniors                                     | Gabriel Milito                                      | 1.ª a semifinales       |
| Arsenal                                                | Leonardo Madelón                                    | 1.ª a 14.ª              |
| Atlético Tucumán                                       | Juan Manuel Azconzábal                              | 1.ª a 9.ª               |
| Atlético Tucumán                                       | Lucas Pusineri                                      | 10.ª a 14.ª             |
| Banfield                                               | Diego Dabove                                        | 1.ª a 14.ª              |
| Barracas Central                                       | Rodolfo de Paoli                                    | 1.ª a 3.ª               |
| Barracas Central                                       | Sergio Ramos (interino) Salvador Daniele (interino) | 4.ª                     |
| Barracas Central                                       | Alfredo Berti                                       | 5.ª a 14.ª              |
| Boca Juniors                                           | Sebastián Battaglia                                 | 1.ª a final             |
| Central Córdoba (SdE)                                  | Sergio Rondina                                      | 1.ª a 14.ª              |
| Colón                                                  | Julio César Falcioni                                | 1.ª a 14.ª              |
| Defensa y Justicia                                     | Sebastián Beccacece                                 | 1.ª a cuartos de final  |
| Estudiantes (LP)                                       | Ricardo Zielinski                                   | 1.ª a cuartos de final  |
| Gimnasia y Esgrima (LP)                                | Néstor Gorosito                                     | 1.ª a 14.ª              |
| Godoy Cruz                                             | Diego Flores                                        | 1.ª a 9.ª               |
| Godoy Cruz                                             | Sergio Gómez Favio Orsi                             | 10.ª a 14.ª             |
| Huracán                                                | Frank Darío Kudelka                                 | 1.ª a 14.ª              |
| Independiente                                          | Eduardo Domínguez                                   | 1.ª a 14.ª              |
| Lanús                                                  | Jorge Almirón                                       | 1.ª a 14.ª              |
| Newell's Old Boys                                      | Javier Sanguinetti                                  | 1.ª a 14.ª              |
| Patronato                                              | Iván Delfino                                        | 1.ª a 4.ª               |
| Patronato                                              | Gabriel Graciani (interino)                         | 5.ª                     |
| Patronato                                              | Facundo Sava                                        | 6.ª a 14.ª              |
| Platense                                               | Claudio Spontón                                     | 1.ª a 8.ª               |
| Platense                                               | Omar De Felippe                                     | 9.ª a 14.ª              |
| Racing Club                                            | Fernando Gago                                       | 1.ª a semifinales       |
| River Plate                                            | Marcelo Gallardo                                    | 1.ª a cuartos de final  |
| Rosario Central                                        | Cristian González                                   | 1.ª a 7.ª               |
| Rosario Central                                        | Leandro Somoza                                      | 8.ª a 14.ª              |
| San Lorenzo                                            | Pedro Troglio                                       | 1.ª a 9.ª               |
| San Lorenzo                                            | Fernando Berón (interino)                           | 10.ª a 14.ª             |
| Sarmiento (J)                                          | Israel Damonte                                      | 1.ª a 14.ª              |
| Talleres (C)                                           | Ángel Guillermo Hoyos                               | 1.ª a 6.ª               |
| Talleres (C)                                           | Javier Gandolfi (interino)                          | 7.ª                     |
| Talleres (C)                                           | Pedro Caixinha                                      | 8.ª a 14.ª              |
| Tigre                                                  | Diego Martínez                                      | 1.ª a final             |
| Unión                                                  | Gustavo Munúa                                       | 1.ª a 14.ª              |
| Vélez Sarsfield                                        | Mauricio Pellegrino                                 | 1.ª a 7.ª               |
| Vélez Sarsfield                                        | Julio Vaccari (interino)                            | 8.ª a 14.ª              |
| 1. 2. 3. 4. 5. 6. 7. 8. 9. 10. 11. 12. 13. 14. 15. 16. |                                                     |                         |